# Alexis Ramírez
Ramón Alexis Ramírez Márquez (Santa Cruz de Mora, Mérida, Venezuela, 8 de septiembre de 1975) es un geógrafo y político venezolano, egresado de la Universidad de Los Andes. Fue gobernador del estado Mérida desde el 21 de diciembre de 2012 hasta el año 2017, teniendo como gobernador interino a Jehyson Guzmán a partir de 25 de agosto del año 2017 hasta la culminación de su periodo gubernamental.

## Infancia y educación
Alexis Ramírez nació el 8 de septiembre de 1975 en Santa Cruz de Mora, estado Mérida. Se graduó de bachiller en el Colegio Nuestra Señora del Carmen en Santa Cruz de Mora, estado Mérida. Ramírez estudió geografía en la Universidad de Los Andes, graduándose en 2004. Fue presidente del Centro de Estudiantes (1999–2000) y representante estudiantil ante el Consejo Universitario (2001–2003).

## Carrera política

### Presidencia del Consejo Legislativo y Asamblea Nacional
Ramírez fue gerente de profesionalización del Instituto Nacional de Cooperación Educativa (INCE, conocido ahora como Instituto Nacional de Capacitación y Educación Socialista) en Mérida en 2006, coordinador estadal del Instituto Nacional de la Pequeña y Mediana Empresa en 2007 y presidente del Consejo Legislativo del Estado Mérida en 2010.
El 26 de septiembre de 2010, en las elecciones parlamentarias de ese año, Alexis Ramírez es electo diputado de Venezuela por el circuito 1 del estado Mérida,  asumiendo el cargo en enero de 2011. Cargo que tendría que dejar en octubre de 2012 para ser candidato a la gobernación de Mérida.

### Gobernación de Mérida
En las elecciones regionales de Venezuela de 2012, Alexis Ramírez es electo gobernador del estado Mérida con el 50,23 % de los votos, juramentándose el 21 de diciembre de 2012.
En mayo de 2013 demandó al periodista José Leonardo León Avendaño por difamación.
Ramírez ha sido señalado como el responsable de los ataques a la Federación de Centros Universitarios de la Universidad de Los Andes durante sus años como dirigente estudiantil en la escuela de geografía de la mencionada casa de estudios superiores, al igual que del financiamiento de los grupos armados que mantienen secuestradas las residencias estudiantiles "Br. Domingo Salazar" y "Dr. Pedro Rincón Gutierrez". Como diputado ante el Consejo Legislativo del Estado Mérida fue denunciado múltiples veces por malversación de fondos y despidos masivos del personal del mencionado ente público, lo cual generó un expediente por parte de la contraloría general del estado Mérida, además de las denuncias por parte de los habitantes de Tovar por haber comandado el ataque a la alcaldía del municipio homónimo el 23 de enero de 2009, así como el ataque a la sede de la extensión Valle del Mocotíes de la Universidad de Los Andes el mismo día.[cita requerida]
Fue criticado por un importante sector del estado Mérida por comandar y promover a los grupos custodios de los terrenos de la Universidad de Los Andes en los sectores de Campo de Oro y San Juan Bautista en el año 2011, así como la expropiación de otros terrenos dentro del territorio del estado. También resulta cuestionable la organización de los diversos colectivos armados desde la Gobernación de Mérida, durante su gestión.[cita requerida]

### Vida posterior a la gobernación
En 2023 es investigado por no entregar formalmente el traspaso de la gobernación de Mérida a Ramón Guevara, teniendo que ir a rendir testimonio en la Dirección de Auditoría Interna de Mérida.